# Ursophyto nigriceps
Ursophyto nigriceps är en tvåvingeart som först beskrevs av Jacques-Marie-Frangile Bigot 1889.  Ursophyto nigriceps ingår i släktet Ursophyto och familjen parasitflugor. Inga underarter finns listade i Catalogue of Life.